# Sint-Marcellinus Champagnatkapel

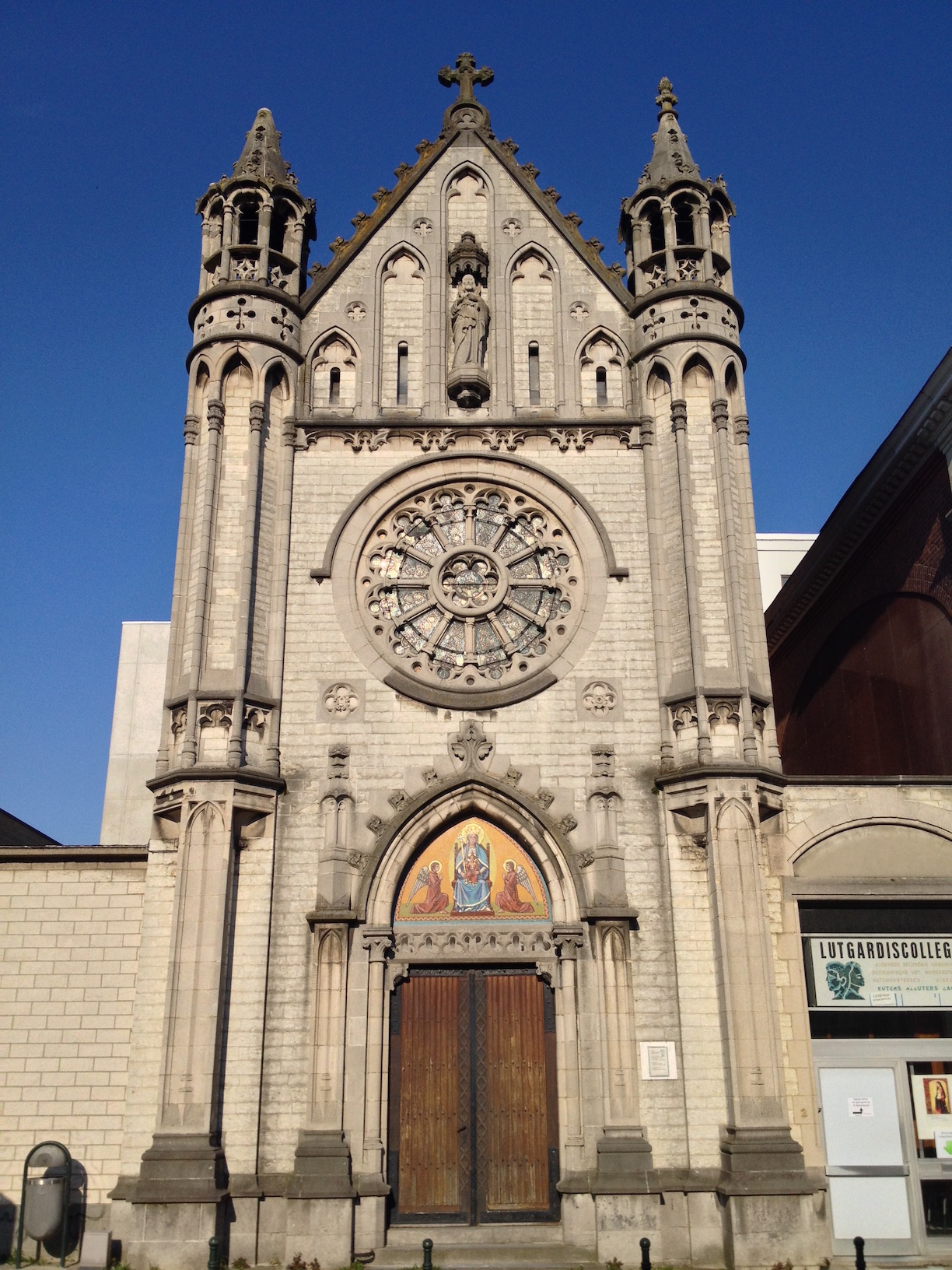
Sint-Marcellinus Champagnatkapel

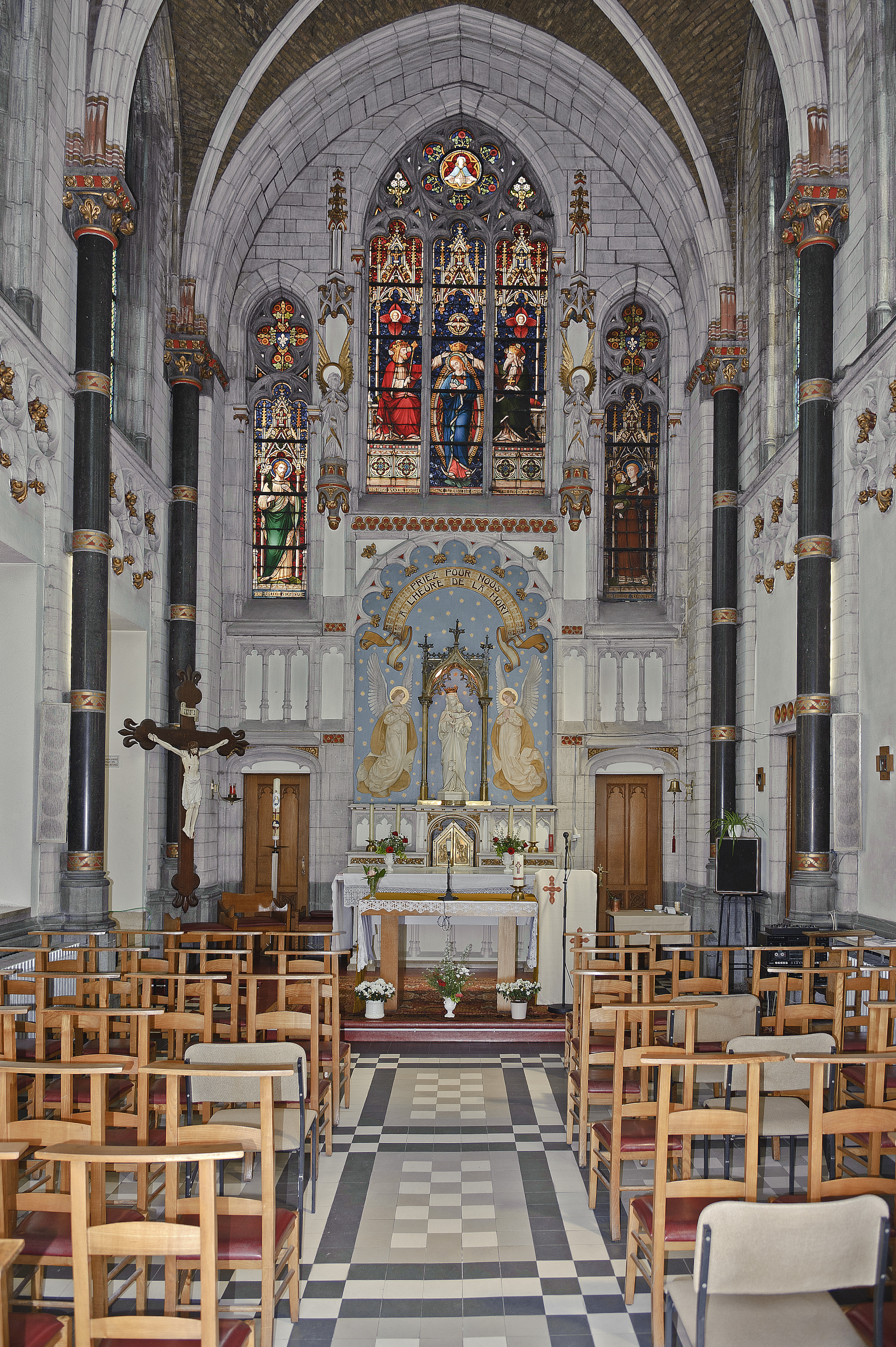
Interieur

De Sint-Marcellin Champagnatkapel (Frans: Chapelle Saint-Marcellin Champagnat) is een kapel in de Belgische gemeente Oudergem in het Brussels Hoofdstedelijk Gewest. De kapel staat aan de Zandgroeflaan 2 naast een school op ongeveer 25 meter ten zuidoosten van het Vorstrondpunt.
De kapel is gewijd aan Marcellinus Champagnat.

## Geschiedenis
In 1911 werd de school opgericht door textielhandelaar Charles Waucquez, de toenmalige eigenaar van het Sint-Annakasteel. Het schoolgebouw werd ontworpen door de Brusselse architect Guillaume Chrétien Veraart, die ook de Kostbaar Bloedkerk in Ukkel en de Sint-Remigiuskerk in Sint-Jans-Molenbeek had ontworpen.
In 1958 werd het schoolgebouw uitgebreid met een kapel.

## Gebouw
De neogotische kapel bestaat uit een dubbeltorenfront van twee lage smalle torens op de hoeken van de kapel, een schip met vier traveeën en een rechte koorsluiting. De kapel is voorzien van vier spitsboogvensters aan beide zijden. In de voorgevel heeft de kapel een roosvenster.